# Muzeul de Artă Orientală
Muzeul de Artă Orientală este un muzeu județean din Babadag, amplasat în Str. Mihai Viteazu nr. 1. Geamia lui Ali-Gazi-Pașa (sfârșitul secolului al XVIII-lea) face parte dintr-un ansamblu istoric medieval, restaurat recent, ce găzduiește colecții de artă orientală: obiecte de aramă, piese vestimentare, țesături decorative. Lăcașul atrage atenția prin minaretul său înalt de 21 m și pridvorul monumental cu arcade. Situată în imediata vecinatate a Geamiei Ali-Gazi-Pașa, Casa Panaghia este construită în stilul arhitectonic al Babadagului de altădată. Expoziția de Artă Orientală, organizată în Casa Panaghia, prezintă piese ce aparțin artei populare tradiționale a turcilor și tătarilor din Dobrogea, dar și piese ce aparțin artei orientale realizată în manufacturi și, ulterior, industrial. Artă populară a turcilor și tătarilor din Dobrogea (țesături, broderii, piese de port, podoabe, vase de aramă pentru uz cotidian și pentru diferite ceremonialuri) reflectă originile sale orientale. Anumite trăsături ale acestei arte relevă însă interferențe cu arta populației autohtone din Peninsula Balcanică și din Dobrogea. Motivele ornamentale tipic orientale: garoafa, chiparosul, zambila, fructul de rodie etc., completate de firul metalic auriu si argintiu, se combină în compoziții cromatice și decorative de o valoare estetică deosebită.
Clădirea ce găzduiește muzeul este monument istoric, având cod TL-II-m-A-06001.